# یواس‌ان‌اس جورج دبلیو گوتالس (تی-ای‌پی-۱۸۲)
یواس‌ان‌اس جورج دبلیو گوتالس (تی-ای‌پی-۱۸۲) (به انگلیسی: USNS George W. Goethals (T-AP-182)) یک کشتی بود که طول آن 489 ft بود. این کشتی در سال ۱۹۴۲ ساخته شد.